# Валентина Витязева
Валентина Александрова Витязева (на руски: Валентина Александровна Витязева) е съветска и руска географка и университетска преподавателка, професор и първи ректор на Сиктивкарския университет (1972 – 1987). Депутат в няколко Съвета на Автономна съветска социалистическа република Коми. Една от първите жени ректори в СССР.

## Биография
Родена е на 7 април 1919 г. в Севернодвинска губерня, Руска съветска федеративна социалистическа република. През 1928 – 1932 г. учи в началното училище на съседното село Тукма, а през 1932 – 1936 г. – в гимназията в село Яренск.
През 1939 г. завършва Ленинградската топографска колегия. През 1940 – 1943 г. учи в Московския институт по инженерна геодезия, въздушна фотография и картография. През 1943 г. се премества в Карелско-финския университет, който по това време е евакуиран в Сиктивкар, който завършва през 1944 г. От 1944 до 1949 г. работи като инструкторка в индустриалния отдел на Комсомолския регионален комитет на КПСС.
През 1949 г. прави следдипломна квалификация в Института по география на Академията на науките на СССР в Москва. През 1952 г. защитава дисертацията си за степен кандидат на географските науки на тема „Печорски въглищен район“.
От 1952 г. работи като младши научен сътрудник, а след това, от 1953 г., като старши научен сътрудник. От 1960 до 1972 г. е ръководителка на Катедрата по икономика във филиала в Коми на Академията на науките на СССР.
От 1955 до 2009 г. е председателка на клона на Руското географско дружество в Автономна съветска социалистическа република Коми.
През 1965 г. защитава дисертацията си „Основен проблем на индустриалното развитие на Европейския север на СССР“, с която получава научна степен „доктор на географските науки“.
През 1968 – 1987 г. е председателка на Републиканската организация на общество „Знание“ в АССР Коми и членка на управителния съвет на Общосъюзното дружество „Знание“.
През 1972 г. става първият ректор на Сиктивкарския държавен университет.
Умира на 22 май 2010 г. в Сиктивкар, Русия.

## Награди
Заслужил научен сътрудник на РСФСР (1979), почетна деятелка на науката и техниката на Република Коми, почетна гражданна на Сиктивкар (1996), почетен доктор на Санктпетербургския държавен университет (1997), почетна членна на Международната академия за висше образование (1996, Москва). Носител е на Държавната награда на Република Коми (2001). През 2012 г. е обявена посмъртно за почетна гражданна на Република Коми.

## Научни публикации
Изследва проблемите на оптималното развитие и рационалното разпределение на производителните сили на републиканския и европейския Север. Автор е на над 150 научни статии.
- Зона Российского Севера. Учеб. пособие / В. А. Витязева, В. Н. Лаженцев; Сыктывкарский государственный университет, 81 с. карты 20 см, Сыктывкар СГУ 1995
- Сыктывкарский университет: становление и развитие. / В. А. Витязева, М. И. Бурлыкина. 63,[1] с. ил. 20 см. Сыктывкар: Коми кн. изд-во 1988.